# 上厚内信号場

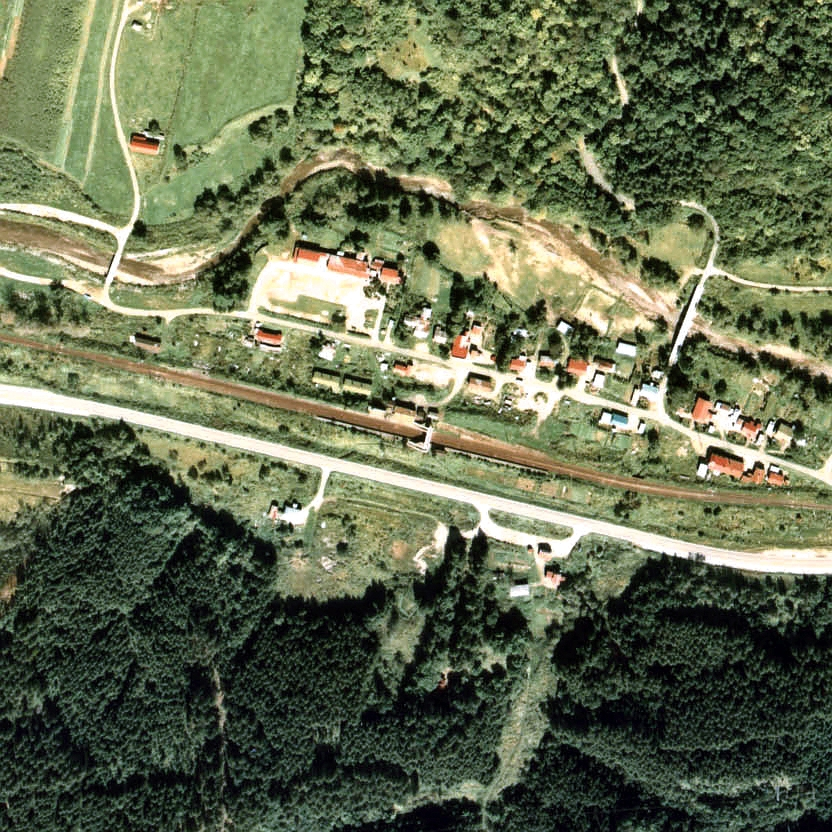
1977年の上厚内駅と周囲約500m範囲。右が根室方面。

上厚内信号場（かみあつないしんごうじょう）は、北海道十勝郡浦幌町字上厚内にある北海道旅客鉄道（JR北海道）根室本線の信号場。電報略号はカア。事務管理コードは▲110426。旅客営業当時の駅番号はK41であった。

## 歴史
- 1910年（明治43年）12月1日：国有鉄道の上厚内信号所として新設[1][3]。
- 1922年（大正11年）4月1日：上厚内信号場に改称[1]。
- 1926年（大正15年）8月1日：一般駅に昇格し、上厚内駅となる[4][3]。
- 1949年（昭和24年）6月1日：公共企業体日本国有鉄道（国鉄）に移管。
- 1953年（昭和28年）11月25日：駅舎改築[新聞 1]。
- 1971年（昭和46年）10月2日：貨物・荷物の取り扱いが終了[5]。駅員無配置駅となる[6]（簡易委託化）。
- 1977年（昭和52年）9月以前：跨線橋設置。
- 1987年（昭和62年）4月1日：国鉄分割民営化に伴い、北海道旅客鉄道（JR北海道）に承継[1]。
- 1992年（平成4年）4月1日：簡易委託廃止、完全無人化。
- 2007年（平成19年）10月1日：駅ナンバリングを実施（K41）[報道 2]。
- 2012年 (平成24年）7月2日：臨時急行列車「北海道一周狩勝号」が停車する。
- 2016年（平成28年）
  - 10月3日：JR北海道が浦幌町に対して、当駅を2017年3月実施予定のダイヤ改正に合わせて廃止する意向を伝える[新聞 2][新聞 3]。
  - 11月12日：浦幌町立博物館が駅見学説明会を開催[新聞 4]。
- 2017年（平成29年）
  - 2月25日、26日：浦幌町立博物館が駅見学説明会を開催[新聞 5]。
  - 3月4日：利用者減少とダイヤ改正に伴い、旅客扱いを廃止[報道 1]。再び上厚内信号場に戻る[7]。
- 2018年（平成30年）
  - 9月10日：同日から同月19日にかけ駅舎を解体撤去[8]。

### 信号場名の由来
厚内川の上流にあるため「上」を冠した。

## 構造
1線スルー化はされておらず、駅舎側の旧1番線が下り線、旧2番線が上り線となっている。
旅客駅時代は相対式2面2線ホームを有する地上駅で、互いのホームは屋根のない跨線橋で連絡していた。

## 廃止前の利用状況
- 2011 - 2015年（平成23 - 27年）の乗降人員調査（11月の調査日）平均は「1名以下」[報道 3]。

## 記録と調査
- 浦幌町立博物館では廃止になった当駅の調査と研究を行っており、記録や資料、証言を収集している。駅廃止及び駅舎解体後、駅名標、行先標、その他旧駅備品や資料がJR北海道釧路支社から浦幌町立博物館に寄贈された。寄贈資料は2019年（平成31年）3月2日から4月21日まで、同館特別展示ホールにて開催された「上厚内駅回顧展」にて各種写真などとともに一般公開された[9]。また浦幌町立博物館では、この展示会期中に廃止となった尺別駅と直別駅についても「十勝にとっての尺別駅・直別駅」コーナーを設けて紹介。両駅の調査と研究を行っている釧路市立博物館が展示に協力した[10]。

## 駅周辺
小集落があるのみ。
- 国道38号
- 浦幌町コミュニティバス「上厚内」[11]

## 隣の駅
北海道旅客鉄道（JR北海道）
■根室本線
浦幌駅 (K40) - （常豊信号場） - （上厚内信号場）(K41) - 厚内駅 (K42)

### 報道発表資料
1. 1 2  “平成29年3月ダイヤ改正について” (PDF).   北海道旅客鉄道 (2016年12月16日). 2016年12月16日閲覧。
2. ↑  『駅番号表示（駅ナンバリング）を実施します』（PDF）（プレスリリース）北海道旅客鉄道、2007年9月12日。オリジナルの2007年9月30日時点におけるアーカイブ。2014年9月6日閲覧。
3. ↑  “極端にご利用の少ない駅（3月26日現在）” (PDF). 平成28年度事業運営の最重点事項.   北海道旅客鉄道. p. 6 (2016年3月28日). 2017年9月25日閲覧。

### 新聞記事
1. ↑  “旧上厚内駅　木造駅舎の解体始まる”.   どうしんweb・北海道新聞 (2018年9月16日). 2018年9月19日閲覧。
2. ↑  どうしんウェブ／電子版（経済） (2016年10月4日). “上厚内駅も廃止方針 根室線 JR、浦幌町に伝達” (日本語). 北海道新聞 (北海道新聞社).  オリジナルの2016年10月5日時点におけるアーカイブ。 2016年10月5日閲覧。
3. ↑  WEB TOKACHI (2016年10月3日). “上厚内駅 来年3月廃止 JR北海道” (日本語). 十勝毎日新聞 (十勝毎日新聞社).  オリジナルの2016年10月3日時点におけるアーカイブ。 2016年10月3日閲覧。
4. ↑  “浦幌の上厚内駅　２５、２６日に最後の見学会”.   十勝毎日新聞 (2017年2月19日). 2021年6月21日閲覧。
5. ↑  “「古くても立派」　ＪＲ上厚内の駅舎見学会”.   十勝毎日新聞 (2017年2月25日). 2021年6月21日閲覧。
6. ↑  “思い出刻む木造駅舎　浦幌・上厚内駅３月廃止見通し”.   十勝毎日新聞 (2016年10月7日). 2021年8月8日閲覧。「駅周辺の集落の衰退とともに、生活者による利用はほとんどなくなっていた」「最盛期には60世帯が住んでいた上厚内地区には現在（2016年）、3世帯しかいない」とある。